# Teofilakt (syn Michała I)
Teofilakt (gr. Θεοφύλακτος, ur. ok. 793, zm. 14 stycznia 849) – bizantyński współcesarz w okresie od 25 grudnia 811 do 11 lipca 813 u boku swego ojca Michała I Rangabe. 

## Życiorys
Był synem Michała I Rangabe. 25 grudnia 811 został podniesiony do godność cesarskiej. Był brany pod uwagę w planowanym mariażu z jedną z córek Karola Wielkiego. Po obaleniu ojca został zesłany na Wyspy Książęce. Wykastrowany został zmuszony do stania się mnichem. Zmarł pięć lat po ojcu 14 stycznia 849.